# Domašov nad Bystřicí
Domašov nad Bystřicí (in tedesco Domstadtl) è un comune della Repubblica Ceca facente parte del distretto di Olomouc, nella regione di Olomouc.